# Ignacy Daniec
Ignacy Daniec – polski narciarz, olimpijczyk z Chamonix, był zawodnikiem rezerwowym podczas patrolu wojskowego.